# Mozdab
Mozdab (persiska: Mozd ab, مزداب, Muzdad, Mazdad) är en ort i Iran. Den ligger i provinsen Khorasan, i den östra delen av landet, 800 km öster om huvudstaden Teheran. Mozdab ligger 1 885 meter över havet och antalet invånare är 548.
Terrängen runt Mozdab är kuperad åt sydost, men åt nordväst är den platt. Runt Mozdab är det glesbefolkat, med 12 invånare per kvadratkilometer. Närmaste större samhälle är Bar Kuk, 19,7 km norr om Mozdab. Omgivningarna runt Mozdab är i huvudsak ett öppet busklandskap.